# Okręg Jassy
Jassy (rum. Iași) – okręg w północno-wschodniej Rumunii (Mołdawia zachodnia), ze stolicą w Jassach. W 2011 roku liczył 772 348 mieszkańców. Okręg ma powierzchnię 5476 km², a w 2002 roku gęstość zaludnienia wynosiła 150 osób/km².

## Struktura narodowościowa
Według spisu ludności z roku 2011 okręg Jassy zamieszkiwały następujące narodowości:
- Rumuni - 91,1%
- Romowie - 1,5%
- Rosjanie - 0,369%
- Żydzi - 0,029%
- Grecy - 0,025%
- Węgrzy - 0,019%
- Włosi - 0,013%
- Niemcy - 0,011%
- Turcy - 0,010%
- Ukraińcy - 0,008%

## Miasta
- Jassy
- Pașcani
- Târgu Frumos
- Hârlău
- Podu Iloaiei.

## Gminy
- Alexandru Ioan Cuza
- Andrieșeni
- Aroneanu
- Balș
- Bălțați
- Bârnova
- Belcești
- Bivolari
- Brăești
- Butea
- Ceplenița
- Ciortești
- Ciohorăni
- Ciurea
- Coarnele Caprei
- Comarna
- Costești
- Costuleni
- Cotnari
- Cozmești
- Cristești
- Cucuteni
- Dagâța
- Deleni
- Dobrovăț
- Dolhești
- Drăgușeni
- Dumești
- Erbiceni
- Fântânele
- Focuri
- Golăiești
- Gorban
- Grajduri
- Gropnița
- Grozești
- Hălăucești
- Hărmănești
- Heleșteni
- Holboca
- Horlești
- Ion Neculce
- Ipatele
- Lespezi
- Lețcani
- Lungani
- Mădârjac
- Mircești
- Mironeasa
- Miroslava
- Miroslovești
- Mogoșești
- Mogoșești-Siret
- Moșna
- Moțca
- Movileni
- Oțeleni
- Plugari
- Popești
- Popricani
- Prisăcani
- Probota
- Răchiteni
- Răducăneni
- Rediu
- Românești
- Roșcani
- Ruginoasa
- Scânteia
- Schitu Duca
- Scobinți
- Sinești
- Sirețel
- Stolniceni-Prăjescu
- Strunga
- Șcheia
- Șipote
- Tansa
- Tătăruși
- Todirești
- Tomești
- Trifești
- Țibana
- Țibănești
- Țigănași
- Țuțora
- Ungheni
- Valea Lupului
- Valea Seacă
- Vânători
- Victoria
- Vlădeni
- Voinești